# 諾爾德布克塔灣
69°38′S 38°21′E / 69.633°S 38.350°E
諾爾德布克塔灣是南極洲的海灣，位於帕達島北部，處於呂佐夫-霍爾姆灣，該海灣根據挪威探險隊拍攝的空中照片被繪入地圖，該海灣現時由南極條約體系管理。